# Zillisheim
Zillisheim ist eine französische Gemeinde mit 2509 Einwohnern (Stand 1. Januar 2022) im Département Haut-Rhin in der Region Grand Est (bis 2015 Elsass).

## Geografie
Die Gemeinde Zillisheim liegt auf der rechten Seite der Ill, wenige Kilometer südlich von Mülhausen.  Zillisheim hat einen Bahnhof an der Bahnstrecke Paris–Mulhouse, an diesem halten Züge des TER Grand Est und TER Franche-Comté. Nachbargemeinden von Zillisheim sind Brunstatt-Didenheim im Norden und Nordosten, Flaxlanden im Osten, Steinbrunn-le-Haut im Südosten, Luemschwiller im Süden, Illfurth im Südwesten, Frœningen im Westen sowie Hochstatt im Nordwesten.

## Geschichte
Zillisheim gehört zu den ältesten Dörfern des Elsass. Es wird erstmals 792 erwähnt, als Zullineshaim  dem Kloster Murbach geschenkt wurde (Regnum Francorum online RegAls 355). Später werden als Namen auch Zilleneshaim oder Züllisheim genannt, 1448 dann Zulissen.
Im 17. Jahrhundert gelangte der Ort an einen Zweig der Herren von Pfirt, die dort ein Schloss mit 365 Fenstern errichteten. Zudem wurden dort mehrere Mitglieder dieser Familien begraben.
Von 1871 bis zum Ende des Ersten Weltkrieges gehörte Zillisheim als Teil des Reichslandes Elsaß-Lothringen zum Deutschen Reich und war dem Kreis Mülhausen im Bezirk Oberelsaß zugeordnet.

### Bevölkerungsentwicklung
| Jahr      | 1910 | 1962 | 1968 | 1975 | 1982 | 1990 | 1999 | 2006 | 2018 |
| Einwohner | 1654 | 1435 | 1758 | 1951 | 1936 | 1919 | 2356 | 2544 | 2555 |

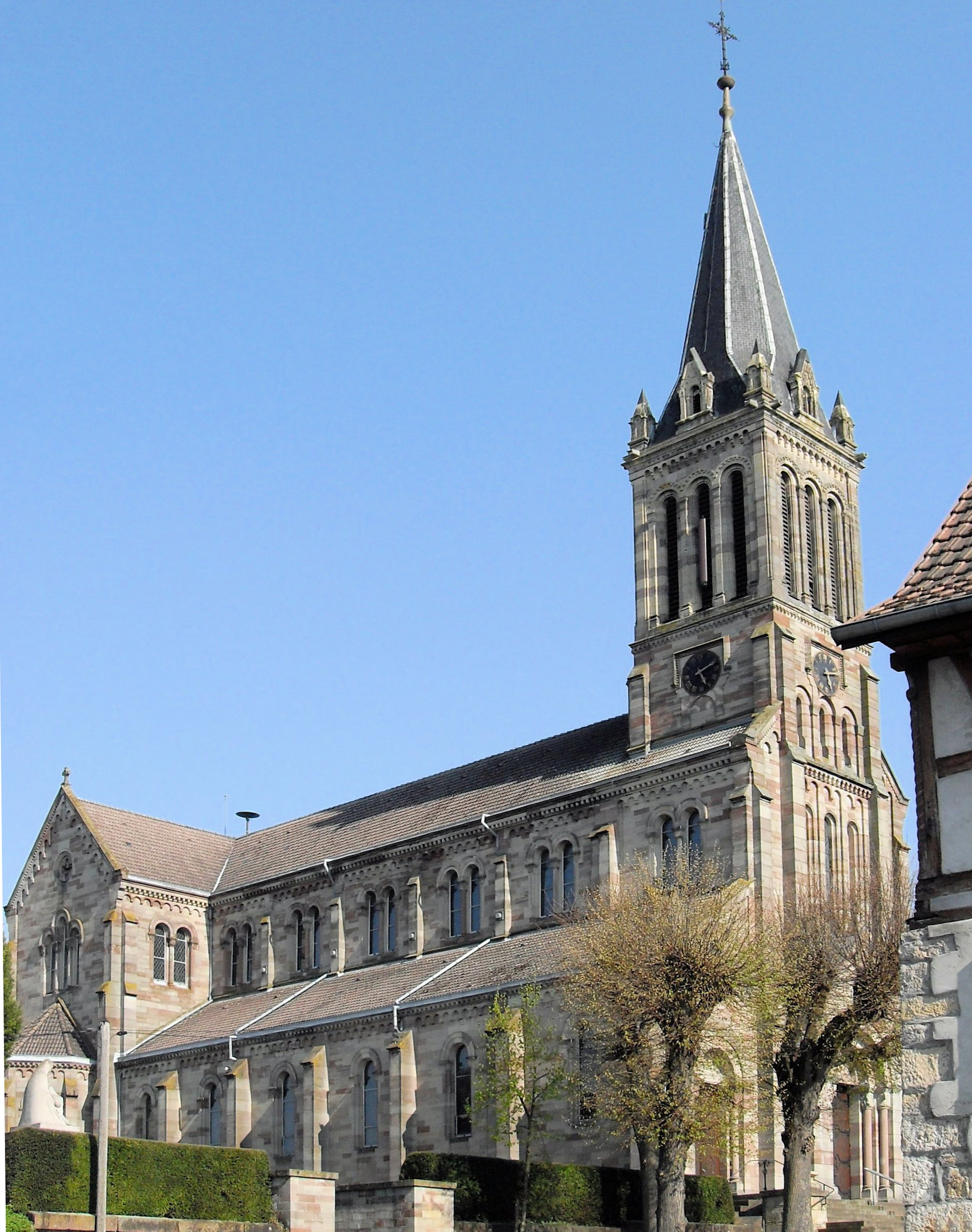
Laurentiuskirche (Église Saint-Laurent)
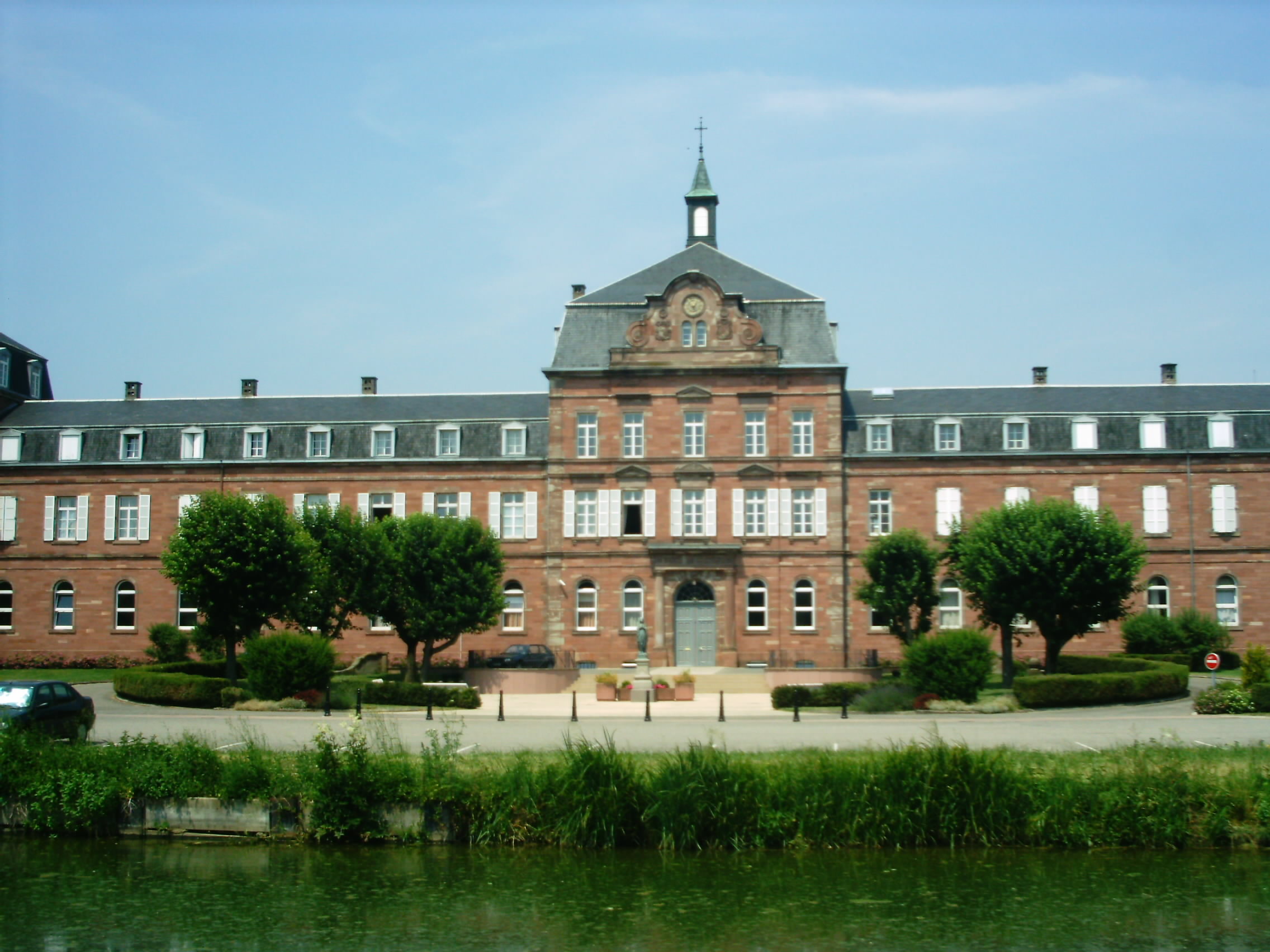
Bischöfliches Kollegium (Collège épiscopal)
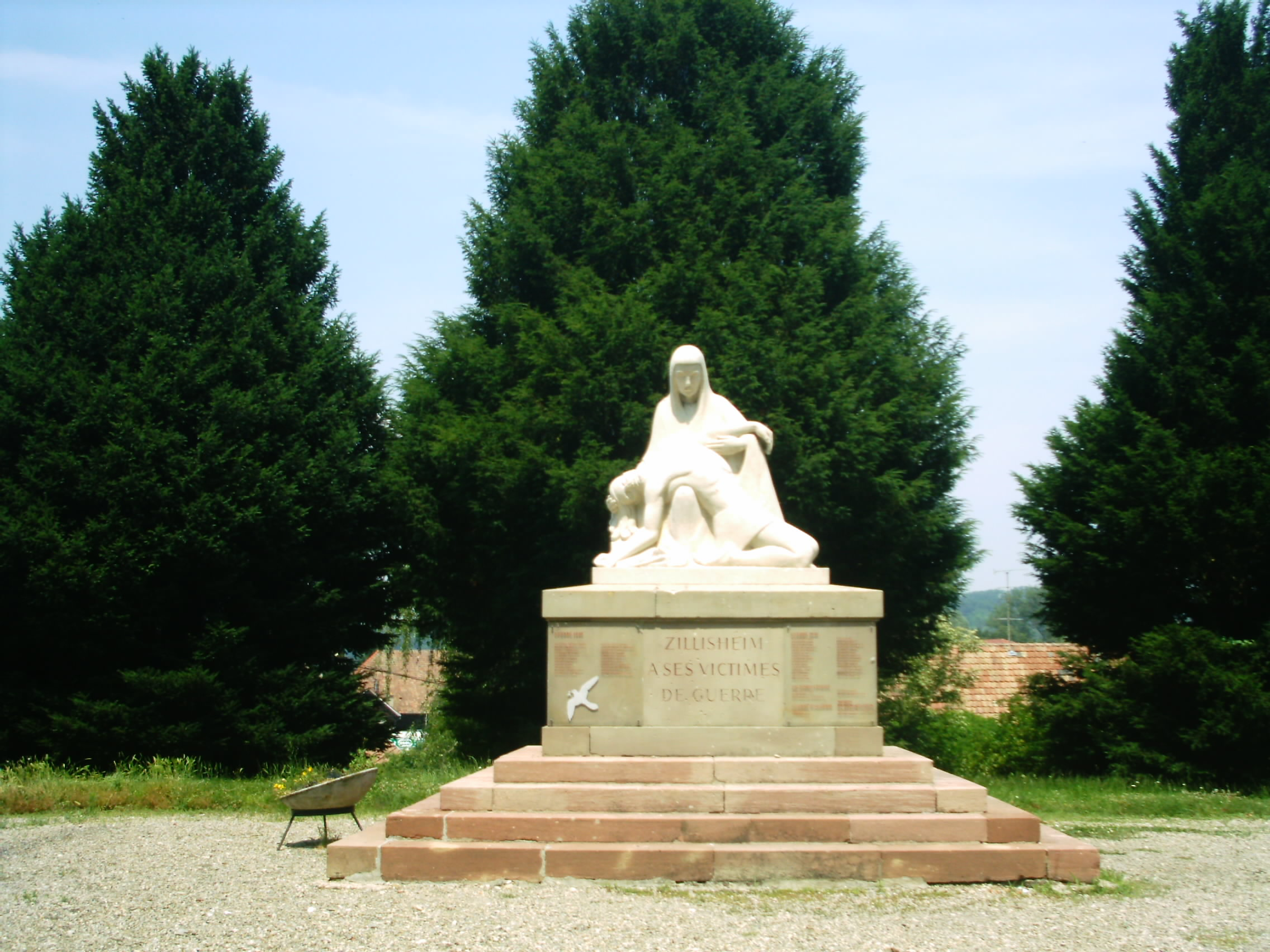
Denkmal für die Kriegsopfer (Monument aux morts)